# Nicholas Trant
Nicholas Trant (1769 - 1839) foi um oficial britânico que serviu no Exército Português durante a Guerra Peninsular e nos anos seguintes até 1818. Nasceu em 1769 e os seus pais eram Thomas Trant e a filha de James Trant (desconhece-se o nome), provavelmente um casamento entre primos, e tinham origem dinamarquesa. Viviam em Dingle, cidade da costa sudoeste da Irlanda, mas Nicholas Trant foi educado num colégio militar em França. Em 1799, casou com Sarah Georgina Horsington e tiveram dois filhos: Clarissa Trant, que nasceu em Lisboa em 1800, e Thomas Abercombie, em 1805. Sarah morreu pouco depois do nascimento de Thomas.
Os acontecimentos gerados pela Revolução Francesa levaram Trant a alistar-se no Exército Britânico e, a 31 de Maio de 1794, foi colocado como «commissioned liutenent» no 84th Foot (84º Regimento de Infantaria). Ainda nesse ano esteve presente na expedição britânica à Holanda durante a campanha em que os Franceses ocuparam aquele país. Em 1 de Outubro de 1794 estava a prestar serviço num dos regimentos da Brigada Irlandesa. Em 1795 seguiu com o seu regimento para a região do Cabo da Boa Esperança quando os britânicos ocuparam a Colónia do Cabo que tinha sido fundada pela Companhia Neerlandesa das Índias Orientais. Em 1798 o seu regimento foi enviado para Portugal, de onde embarcou para tomar parte na expedição, sob o comando do General Sir Charles Stuart, que capturou a ilha de Minorca em Novembro daquele ano. Ali, Trant ajudou a organizar o Regimento de Minorca no qual desempenhou funções com o posto de Major a partir de 17 de Janeiro de 1799. Esteve presente na expedição ao Egipto e o seu regimento esteve presente na Batalha de Alexandria (21 de Março de 1801).
O regimento foi dissolvido após a assinatura da Paz de Amiens (25 de Março de 1802) e Trant deixou o Exército mas, quando foram retomadas as hostilidades, alistou-se no “Royal Staff Corps” a 25 de Dezembro de 1803. Dois anos mais tarde, a 28 de Novembro, foi promovido a tenente. Em 1808, perante os acontecimentos resultantes da Primeira Invasão Francesa, foi enviado para Portugal como “Military Agent” e, no Exército Português onde passou a servir, foi-lhe atribuído o posto de Tenente-Coronel.

Em 1808, quando Wellesley desembarca em Portugal, encontramos Nicholas Trant no Exército de Operações da Estremadura que era comandado por Bernardim Freire de Andrade. Foi sob o comando de Trant que cerca de 2.000 portugueses se juntaram à força expedicionária britânica desembarcada em Lavos e tomaram parte no Combate da Roliça e na Batalha do Vimeiro. Regressou ao Reino Unido após a Convenção de Sintra mas voltou para Portugal no ano seguinte.
Já durante a Segunda Invasão Francesa (1809), quando as forças anglo-lusas avançaram em direcção ao Porto, encontramos cerca de 3.000 homens dos regimentos de milícias e dos sobreviventes dos regimentos de linha obrigados a fugir após a conquista do Porto por Nicolas Jean de Dieu Soult, em missão de vigilância da linha do Vouga, comandados por Trant. Durante as duas últimas invasões francesas encontramo-lo no comando daquelas tropas irregulares dando uma contribuição importantíssima pelas acções de vigilância, de flagelação da retaguarda inimiga, de corte das linhas de comunicações essenciais ao invasores. Foi neste âmbito que atacaram os trens de Massena em 20 de Setembro de 1810, perto de Sotojal, que capturaram a guarnição francesa deixada por Massena em Coimbra (7 de Outubro de 1810) na sua marcha em direcção a Lisboa e se opuseram de forma determinada à cavalaria francesa de Montbrun quando estes pretenderam atravessar o Mondego perto de Coimbra, já durante a retirada do exército francês. Em ambiente operacional encontramos ainda, em Abril de 1811, as forças comandadas por Nicholas Trant empenhadas no cerco da Praça-forte de Almeida, último baluarte português ocupado pelas tropas francesas.
Durante o tempo em que Nicholas Trant comandou tropas portuguesas manteve uma influência muito positiva sobre estas que melhoram constantemente apesar da constante falta de recursos e de alguns problemas com o carácter de Trant. Wellesley referiu-se a ele como «a very good officer, but a drunken dog as ever lived» (um oficial muito bom, mas que viveu sempre como um cachorro bêbado) Em Outubro de 1811, o Governo Português agraciou-o com o grau de Cavaleiro da Ordem da Torre e Espada que tinha sido restabelecida por Carta de Lei de 29 de Novembro de 1808. Trant foi promovido a Capitão do Exército Britânico em 1 de Junho de 1809. Por esta altura tinha no Exército Português o posto de Brigadeiro-General.
Nicholas Trant exerceu ainda funções de Governador de Coimbra e nomeado Governador das Armas do Porto entre 1809 e 1814. Abandonou o serviço activo a 20 de Julho de 1818 e abandonou definitivamente o Exército Português em 1825. Nicholas Trant regressou ao Reino Unido onde veio a falecer em 1839, em Great Baddow, no Essex.